# Mistrzostwa Świata w Hokeju na Lodzie Kobiet 2014
16. Mistrzostwa Świata w Hokeju na Lodzie 2014 organizowane przez IIHF. Z racji Zimowych Igrzysk Olimpijskich turniej elity nie został rozegrany.

## Pierwsza dywizja
Grupa A
| Lp. | Drużyna  |
| --- | -------- |
| 1   | Czechy   |
| 2   | Norwegia |
| 3   | Dania    |
| 4   | Francja  |
| 5   | Austria  |
| 6   | Słowacja |

Grupa B
| Lp. | Drużyna        |
| --- | -------------- |
| 1   | Łotwa          |
| 2   | Chiny          |
| 3   | Węgry          |
| 4   | Holandia       |
| 5   | Korea Północna |
| 6   | Kazachstan     |

W odróżnieniu od poprzednich edycji Mistrzostw Świata grupy A i B ujęte w Dywizji I nie stanowiły równorzędnych poziomów rozgrywek, z których dotąd zwycięskie reprezentacje awansowały do Elity. Od 2012 Grupa A Dywizji I była drugą klasą mistrzowską, z której dwie pierwsze drużyny uzyskują awans do Elity, a ostatni zespół jest degradowany do Grupy B Dywizji I. Grupa B Dywizji I stanowi trzecią klasę mistrzowską. Jej zwycięzca awansuje do Dywizji I Grupy A, zaś ostatnia drużyny spada do Dywizji II Grupy A.
Turnieje I Dywizji zostaną rozegrane:

Grupa A – Przerów (Czechy)

Grupa B – Ventspils (Łotwa)

## Druga dywizja
Grupa A
| Lp. | Drużyna          |
| --- | ---------------- |
| 1   | Włochy           |
| 2   | Wielka Brytania  |
| 3   | Polska           |
| 4   | Korea Południowa |
| 5   | Nowa Zelandia    |
| 6   | Australia        |

Grupa B
| Lp. | Drużyna   |
| --- | --------- |
| 1   | Chorwacja |
| 2   | Słowenia  |
| 3   | Hiszpania |
| 4   | Islandia  |
| 5   | Belgia    |
| 6   | Turcja    |

| Lp. | Drużyna  |
| --- | -------- |
| 1   | Meksyk   |
| 2   | RPA      |
| 3   | Bułgaria |
| 4   | Hongkong |

W odróżnieniu od poprzednich edycji Mistrzostw Świata grupy A i B ujęte w Dywizji II nie stanowiły równorzędnych poziomów rozgrywek, z których dotąd zwycięskie reprezentacje awansowały do Dywizji I. Od 2012 Grupa A Dywizji II była czwartą klasą mistrzowską, z której pierwsza drużyna uzyskuje awans do Dywizji I Grupy B, a ostatni zespół jest degradowany do Dywizji II Grupy B. Grupa B Dywizji II stanowi piątą klasę mistrzowską. Jej zwycięzca awansuje do Dywizji II Grupy A, zaś ostatnia drużyny spada do kwalifikacji Dywizji II.
Turnieje II Dywizji zostaną rozegrane:

Grupa A – Asiago (Włochy)

Grupa B – Reykjavík (Islandia)

Kwalifikacje - Meksyk (Meksyk)